# Открытый чемпионат Хорватии по теннису среди женщин
Открытый чемпионат Хорватии по теннису среди женщин (англ. Croatian Bol Ladies Open) — международный женский профессиональный теннисный турнир, проходивший в Хорватии в 1991 и с 1995 по 2003 год. Открытый чемпионат Хорватии проходил в апреле-мае на грунтовых кортах в городе Бол (за исключением 1995 года) и в последние годы проведения относился к III категории турниров WTA с призовым фондом 170 тысяч долларов при турнирной сетке, рассчитанной на 30 участниц в одиночном разряде и 16 пар.

## История
Турнир WTA в Боле был впервые проведён в конце апреля 1991 года, когда Хорватия уже предпринимала шаги по выходу из состава федеративной Югославии. Начавшаяся гражданская война прервала проведение турнира до 1995 года, когда Открытый женский чемпионат Хорватии прошёл в Загребе. Со следующего года турнир, сначала относившийся к IV, а затем к III категории, вернулся в курортный Бол, где продолжался восемь лет.
Летом 2003 года директор турнира Антун Пленкович сообщил, что из-за финансовых трудностей Открытый чемпионат Хорватии больше проводиться не будет. Права на проведение турнира были приобретены организаторами мужского турнира в Цинциннати, проходящего в преддверии Открытого чемпионата США. Большой женский теннис вернулся таким образом в Цинциннати впервые с 1988, а на регулярной основе — впервые с 1973 года.
Профессиональный женский тур, впрочем, на этом не покинул местные корты: с 2004 года в Боле проводятся небольшие соревнования ITF.

## Победительницы и финалистки
Единственной двукратной победительницей Открытого чемпионата Хорватии в одиночном разряде была хозяйка корта Мирьяна Лучич, завоевавшая свои титулы в 15 и 16 лет, став самой молодой теннисисткой в истории WTA-тура, защитившей свой титул. Оба раза её соперницей в финале была американка Корина Морариу. На следующий год после их второго противостояния Морариу вышла в свой третий финал подряд и на этот раз одержала победу. Ещё по разу Морариу и Лучич играли в финале в парном разряде, причём Морариу свой финал выиграла, а Лучич проиграла. Самой титулованной участницей была аргентинка Лаура Монтальво, трижды побеждавшая в парах, из них дважды с Паолой Суарес
Помимо Лучич, единственной хорваткой, побеждавшей в Боле, была Елена Костанич, выигравшая турнир пар в 1999 году. Среди представительниц республик бывшего СССР наибольшего успеха добилась Вера Звонарёва, победившая в одиночном разряде в последний год проведения турнира.

### Одиночный разряд
| Год              | Победительница    | Финалистка                | Счёт          |
| ---------------- | ----------------- | ------------------------- | ------------- |
| Бол, Хорватия    |                   |                           |               |
| 2003             | Вера Звонарёва    | Кончита Мартинес-Гранадос | 6-1, 6-3      |
| 2002             | Оса Свенссон      | Ива Майоли                | 6-3, 4-6, 6-1 |
| 2001             | Анхелес Монтолио  | Мариана Диас-Олива        | 3-6, 6-2, 6-4 |
| 2000             | Тина Писник       | Амели Моресмо             | 7-64, 7-62    |
| 1999             | Корина Морариу    | Жюли Алар-Декюжи          | 6-2, 6-0      |
| 1998             | Мирьяна Лучич (2) | Корина Морариу            | 6-2, 6-4      |
| 1997             | Мирьяна Лучич     | Корина Морариу            | 7-5, 6-7, 7-6 |
| 1996             | Глория Пиццикини  | Сильвия Талая             | 6-0, 6-2      |
| Загреб, Хорватия |                   |                           |               |
| 1995             | Сабин Аппельманс  | Силке Майер               | 6-4, 6-3      |
| Бол, Хорватия    |                   |                           |               |
| 1991             | Сандра Чеккини    | Магдалена Малеева         | 6-4, 3-6, 7-5 |

### Парный разряд
| Год  | Победительницы                                     | Финалистки                        | Счёт           |
| ---- | -------------------------------------------------- | --------------------------------- | -------------- |
| 2003 | Патриция Вартуш Петра Мандула                      | Эммануэль Гальярди Патти Шнидер   | 6-3, 6-2       |
| 2002 | Анжелик Виджая Татьяна Гарбин                      | Елена Бовина Генриета Надьова     | 7-5, 3-6, 6-4  |
| 2001 | Мария Хосе Мартинес-Санчес Анабель Медина Гарригес | Надежда Петрова Тина Писник       | 7-5, 6-4       |
| 2000 | Жюли Алар-Декюжи Корина Морариу                    | Тина Крижан Катарина Среботник    | 6-2, 6-2       |
| 1999 | Елена Костанич Михаэла Паштикова                   | Андрея Ванк Меган Шонесси         | 7-5, 6-71, 6-2 |
| 1998 | Лаура Монтальво (3) Паола Суарес (2)               | Йоаннетта Крюгер Мирьяна Лучич    | Без игры       |
| 1997 | Лаура Монтальво (2) Генриета Надьова               | Мария Хосе Гайдано Марион Маруска | 6-3, 6-1       |
| 1996 | Лаура Монтальво Паола Суарес                       | Алексия Дешом Александра Фусаи    | 6-7, 6-3, 6-4  |
| 1995 | Мерседес Пас Рене Симпсон                          | Лаура Голарса Ирина Спырля        | 7-5, 6-2       |
| 1991 | Лаура Голарса Магдалена Малеева                    | Лаура Гарроне Сандра Чеккини      | Без игры       |